# بانكاج كومار مالك
بانكاج كومار مالك (بالإنجليزية: Pankaj Kumar Malik)‏ هو سياسي هندي، ولد في 16 ديسمبر 1978 في الهند. حزبياً، نشط في المؤتمر الوطني الهندي.